# Matolls d'Albany
Els matolls d'Albany és una ecoregió de boscos densos al sud de Sud-àfrica, que es concentra al voltant de la regió d'Albany del Cap Oriental (d'on prové el nom de la regió).

## Localització i descripció
Els matolls creixen sobre sòls arenosos ben drenats a les amples valls dels rius Gran Fish, Sundays i Gamtoos, al Cap Oriental i, estenent-se encara més al nord-oest, a les valls del cinturó plegat del cap. L'espessor és vulnerable al foc i al pasturatge, per la qual cosa sempre s'ha restringit a les zones de la vall on aquestes són menys amenaçadores que a les planes obertes.
El clima és sec, sobretot a mesura que s'avança cap a l'interior, però les valls ombrívoles són més fresques que el terreny que l'envolta, on fa calor a l'estiu, fred a l'hivern i rep pluges irregulars.

## Flora

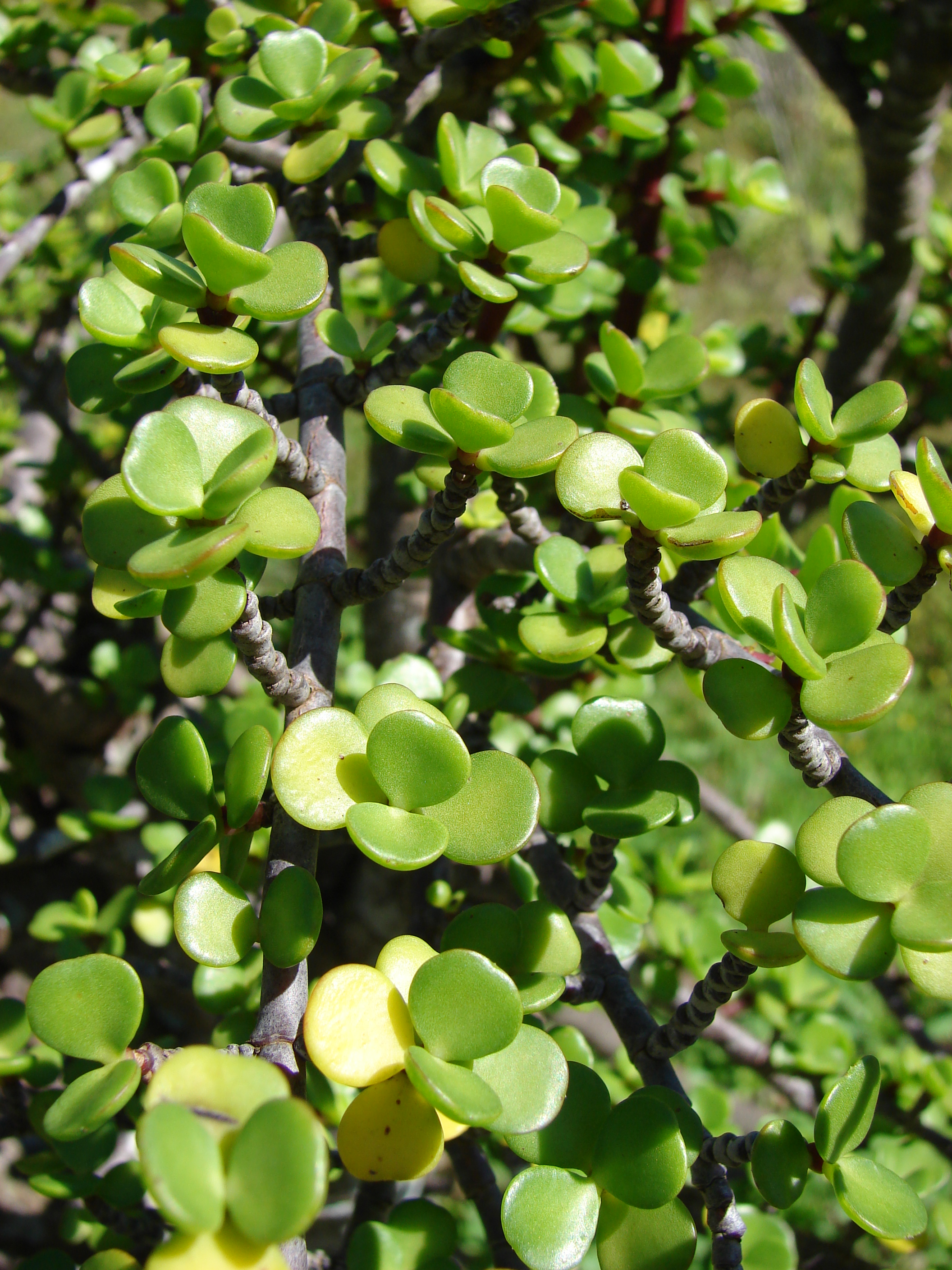
Portulacaria afra. Suculenta originària de la regió.

Els matolls contenen moltes plantes endèmiques, en particular espècies suculentes d'Euphorbia i es poden dividir en tres seccions d'hàbitat variat. El matoll és més ric i dens a les valls del riu, a prop de la costa, on conté arbusts espinosos amb un sotabosc de plantes enfiladisses i plantes suculentes. A mesura que les valls fluvials pugen cap a l'interior i aigües amunt el clima és més sec i la vegetació menys densa. Finalment, l'arbust de les valls de muntanya al nord-oest consta principalment de les suculentes de porc (Portulacaria afra) i plantes de jade (Crassula ovata), juntament amb boixet (Lycium austrinum), jackplum (Pappea capensis), Euclea undulata, Rhigozum obovatum, aloes i Schotia afra. Les ecoregions fynbos, amb l'ecoregió dels matolls d'Albany formen la regió florística del cap.

## Fauna

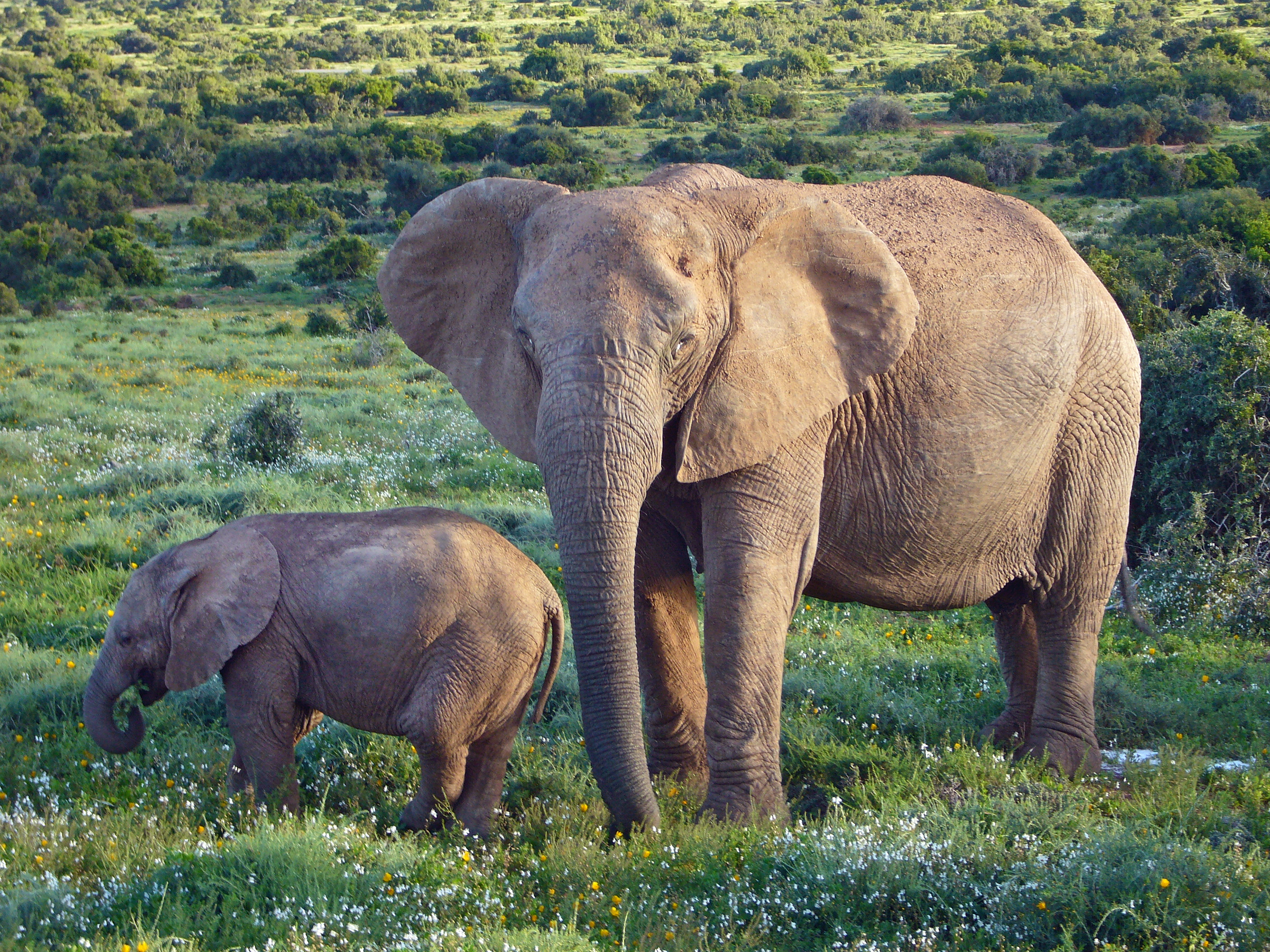
Elefant en el Parc Nacional d'Addo

Els ocells d'aquesta zona inclouen el goshawk negre, l'oriol de cap negre i dues espècies gairebé endèmiques a la zona del Cap, l'ocell de sol taronja i el siskin del cap. Hi ha un mamífer gairebé endèmic: El talp daurat de Duthie (Chlorotalpat duthieae) i a les valls interiors, el parc nacional Addo Elephant acull l'elefant (Loxodonta africana), rinoceront negre (Diceros bicornis) i antílop jeroglífic (Tragelaphus scriptus), antílop reboc (Pelea capreolus), redunca de muntanya (Redunca fulvorufula), eland comú (Taurotragus oryx), kudu major (Tragelaphus strepsiceros), búbal (Alcelaphus buselaphus), raficer comú (Raphicerus melanotis) i duiker comú (Sylvicapra grimmia).